# Montoya
Montoya es un apellido vasco, en euskera batua Montoia, proveniente de la provincia de Álava, con casa solar en el municipio de Berantevilla, Álava. También en Guipúzcoa tuvo una casa en la Alcaldía Mayor de Saiaz, formada por Aya, Goiaz, Bidegoyan, Régil y Beizama. De etimología vasca, proviene del despoblado de Montoya, en la provincia de Álava, estando presente en la toponimia Vasca en Lesaca como Montoiaerreka, en Salvatierra como Montoya, Montoisoro, y Montoyasoro y la Montoya en Berantevilla. Poseyeron palacios en las localidades de Lacervilla, Armiñón y Manzanos, todos ellos situados en la Cuadrilla de Añana, Álava.
Tras la reconquista se extendió por toda la península ibérica y América.
Los Montoya probaron en múltiples ocasiones su hidalguía y limpieza de sangre al integrarse como caballeros en las órdenes militares de Santiago en 1654, 1704 y 1728, Calatrava en 1677, 1688 y 1709, Alcántara en 1752 y Carlos III en 1815 y 1840 así como en las Reales Chancillerías de Valladolid, Granada y procuradores de la Alcaldía de Saiaz en la Junta general de Guetaria en 1397.

## Armorial
| Blason à dessiner | El escudo Montoya está blasonado así: En campo de azur, diez panelas de plata, puestas en tres palos de tres, cuatro y tres, orladas de un cordón de plata, de San Francisco. |

| Blason à dessiner | El escudo Montoya está blasonado así: En campo de azur, diez panelas de plata, puestas en tres palos de tres, cuatro y tres. Bordura de sinople con un cordón de San Francisco, de plata. |

| Blason à dessiner | El escudo Montoya está blasonado así: En campo de azur, un castillo de plata, superado de una flor de lis de oro, y acostado de cuatro veneras de oro, dos en cada flanco |

| Blason à dessiner | El escudo Montoya está blasonado así: En campo de gules, un castaño de sinople, y un lebrel de plata, atado al tronco. |